# Erythrodiplax cleopatra
Erythrodiplax cleopatra – gatunek ważki z rodziny ważkowatych (Libellulidae). Występuje na terenie Ameryki Południowej.